# Nabu
Nabu – w mitologii babilońskiej syn boga Marduka i Sarpanitu, mąż Nanaji (lub Taszmetu w Asyrii), bóg wiedzy, mądrości, proroctw i literatury. Utożsamiany z planetą Merkury.
Według mitologii Nabu zesłał ludziom pismo, tabliczkę glinianą i rylec służące do pisania. 
Głównym ośrodkiem kultu, który rozwinął się w I tysiącleciu p.n.e., była świątynia E-zida w Borsippie. W Asyrii świątynie tego boga znajdowały się w Kalchu i Niniwie.